# Naronic
SS Naronic — пароход компании White Star Line, построен верфью Harland and Wolff в Белфасте. Вместе со своим «близнецом» «Бовиком» он совершал рейсы по маршруту Ливерпуль — Нью-Йорк. Бесследно исчез 11 февраля 1893 года.

## История
Naronic был спущен на воду 25 мая 1892 года. После этого его поместили в сухой док для отделки. В первый рейс Нароник вышел 15 июля 1892 года.  Судно имело комфортабельный салон 1 класса. В последний рейс Naronic отправился 11 февраля 1893 года с 74 пассажирами на борту. Он должен был прибыть в Нью-Йорк 20 февраля, но данных о том, что Нароник прибыл в Нью-Йорк, не поступало.

## Сведения о катастрофе и её версии
В последний рейс Naronic отправился с грузом скота и командой из 50 моряков и 24 погонщиков. В общей сложности было обнаружено 4 бутылки с записками с тонущего корабля и две пустые спасательные шлюпки. В записках говорится о столкновении с айсбергом в шторм, а шлюпки были обнаружены недалеко от района гибели «Титаника». Однако, по материалам расследования записки не были признаны подлинными, поскольку обнаруженные подписи не соответствовали известным именам членов команды. В 1904 году две американские газеты опубликовали статьи, утверждавшие (возможно, слишком поспешно, в погоне за дешевой сенсацией), что корабль был взорван тем же террористом, что заложил (обезвреженную) бомбу на борт RMS Umbria.